# Cratere Marysville
Marysville  è un cratere sulla superficie di Marte.